# Esporte Clube São José
L'Esporte Clube São José, noto anche come São José de Porto Alegre e São José-PoA o semplicemente come São José, è una società calcistica brasiliana con sede nella città di Porto Alegre.

## Storia
Il 24 maggio 1913, gli studenti di una scuola cattolica chiamata Colégio São José fondarono il club con il nome di Sport Club São José. Il nome del club era un omaggio alla scuola degli studenti.
Il 22 giugno 1913, il São José sconfisse l'Hilsfverein 2-0. Questa fu la prima partita giocata dal club.
Il 30 agosto 1914, il club ha giocato la sua prima partita ufficiale, la partita era valida per il Campeonato da Cidade, contro il Fuss Ball Frisch Auf, di proprietà della Sogipa. Il São José vinse 3-0.
Nel 1963, il São José sconfisse il Riograndense e vinse il suo primo titolo, che è stato il Campeonato Gaúcho Divisão de Acesso.

## Palmarès

### Competizioni statali
- Campeonato Gaúcho Divisão de Acesso: 2

1963, 1981
- Copa FGF: 2

2017, 2024
- Campeonato da Região Metropolitana: 1

2016
- Campeonato da Região Sul-Fronteira: 1

2015

### Altri piazzamenti
- Campeonato Brasileiro Série D:

Promozione: 2018